# Royaume Lunda
Pour un article plus général, voir Lunda (peuple).
 (décembre 2020).
Si vous disposez d'ouvrages ou d'articles de référence ou si vous connaissez des sites web de qualité traitant du thème abordé ici, merci de compléter l'article en donnant les références utiles à sa vérifiabilité et en les liant à la section « Notes et références ».
XVIe siècle – XIXe siècle
Entités suivantes :
- État indépendant du Congo
- Rhodésie du Nord

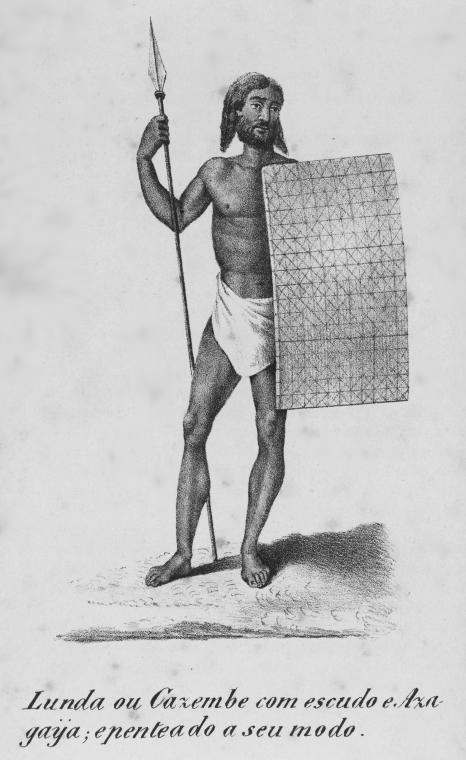
Guerrier Lunda ou Cazembe (1854).

Le royaume lunda ou empire lunda  est un empire africain dirigé par un empereur ou une impératrice (numi, puis Mwant Yav après 1660), désigné par un conseil des nobles. Le peuple lunda réside toujours sur le territoire de son ancien empire, conquis par les colonisateurs belges, portugais et britanniques à la fin du XIXe siècle, qui ont dessiné les états actuels : ce territoire correspond à l'ouest de l’actuel Katanga, à l’Angola du nord-est et au nord-ouest de la Zambie. On distingue parmi eux les Lundas de Kazembe, appelés Lundas de l’est, qui parlent une langue différente, proche de celle de leurs voisins Bembas.
D’autres transcriptions de lunda (alliance, amitié) sont : Ruund, Uruund, Aruund, Ruwuund, Uruwuund.

## Fondation
Selon la tradition orale, l’empire  naquit en 1600 de notre ère lorsqu’un groupe de populations issues de l’empire Luba et dirigées par Ilunga Tshibinda, frère ou neveu (et donc rival) de l’empereur Ilunga Kalala, émigra vers l’ouest et arriva sur la terre de la confédération Lunda ou Ba Lunda, située dans le Kasaï supérieur au sud-ouest du Katanga. Il y épousa la reine Lueji ou Rwej, fille du roi Konde des Bungu, chef de la confédération, qui lui remit le bracelet sacré lukanu, insigne de royauté. Leur fils Yao Nawedji (r. 1660 à 1675) prit le nom de Mwant Yav (« vénérable Yav », francisé en « Mouata-Yamvo »), qui restera le titre des souverains Lunda par la suite. Lueji, stérile dit-on, est la mère symbolique de l’empire et c’est une femme nommée Kamonga qui fut la génitrice de l’héritier. Le premier Mwant Yav étendit le royaume et nomma gouverneurs des chefs d’autres branches Lunda, dont celui de Kazembe (Luapula, sud-est du lac Moero), groupe promis à une grande prospérité du fait de ses contacts privilégiés avec les partenaires commerciaux de l’empire. La tradition orale rapporte que les frères évincés de la reine Lueji furent à l’origine d’autres groupes de la confédération. Shinguli aurait fondé le royaume Imbangala sur le Kwango, affluent de la Kasaï, et Chiniama serait à l’origine des Luena et des Tchokwés qui revendiquent Nakabamba, sœur de Lueji, comme « Mère du royaume » ; de leur côté les Mpimin revendiquent comme « Mère du royaume » Muadi Kapuk, une parente de Lueji.

## Expansion et commerce
L’empire se développa rapidement, grâce au commerce et aux expéditions militaires. Il s’agissait toujours d’une confédération dans laquelle l'empereur déléguait son pouvoir aux chefs politiques des différents groupes, appelés ayilol ; les plus périphériques, soumis lors de l’expansion, gardaient leur autonomie moyennant le versement d’un tribut. L’empereur, qui présidait le plus souvent à Mona Kissenghe, près de l’actuelle Lucapa, était choisi par un conseil de nobles (les guerriers les plus valeureux) et de sages (guérisseurs et prêtres de la religion traditionnelle Lunda) : sa fonction n’était donc pas héréditaire, mais le nouvel empereur reprenait le nom, la personnalité et la parentèle de l’empereur précédent, qui étaient ceux du premier Mwant Yav, assurant ainsi une continuité symbolique. Les héritiers étaient choisis en fonction de leur capacité à gouverner équitablement, car le « sang » ne transmet pas forcément la sagesse et les qualités qui font un bon empereur ou une bonne impératrice. Cette pratique, associée à la souplesse dans le choix de l’héritier effectif, a assuré à l’empire Lunda une stabilité qui a manqué à Luba.

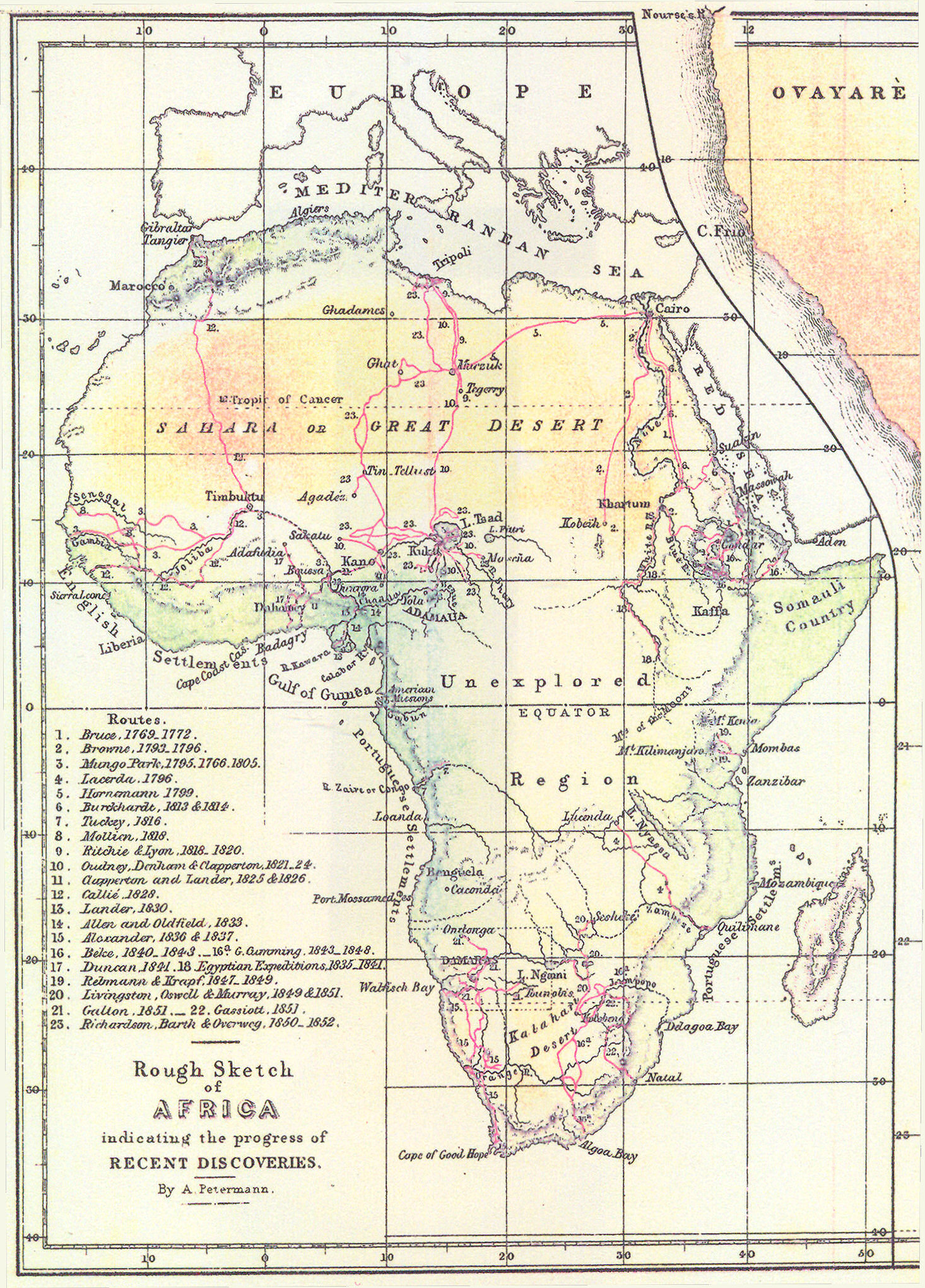
L’itinéraire du portugais Lacerda e Almeida jusqu’à Kazembe (route 4).

L’empire Lunda s’étendit sur l’actuel Angola, puis vers l’est jusqu’au lac Mwero pour obtenir le cuivre, l’ivoire et le sel. Le commerce avec les Portugais débuta en 1650. À la fin du XVIIe siècle, ses comptoirs contrôlaient la distribution du cuivre dans l’est de l’Angola et le groupe du lac Mwero et de la vallée du Luapula, Mwata Kazembe, fournissait du sel des marais de la Lufira et contrôlait l’ivoire et le commerce avec la côte est et la péninsule arabe. Au milieu du XVIIIe siècle, l’empire dominait l’étendue entre le lac Tanganyika et la rivière Kwango. Le contrôle du commerce extérieur était alors devenu une fonction royale essentielle. Les esclaves étaient vendus à Luanda (vers le Brésil) et dans les environs de Bangwelo (vers le Mozambique et Zanzibar, puis la péninsule arabe). Les importations principales étaient le tissu et les armes. La prospérité de l’empire atteint son apogée vers le milieu du XIXe siècle.

Représentation cartographique française de la disparition du dernier territoire indépendant Lunda, partagé entre l’Angola portugais et l’État indépendant du Congo appartenant au roi Léopold II de Belgique.

En 1798, l’explorateur portugais Francisco José de Lacerda e Almeida a dirigé ce qui aura été la première expédition scientifique européenne en Afrique. Le but de l’expédition de Lacerda e Almeida était de relier les deux territoires portugais de la région, le Mozambique à l’est et l’Angola à l’ouest (« Zambézie »). Parcourant plus de 1 300 km depuis Tete il est arrivé à Kazembe, alors partie de royaume Lunda, où il a succombé à des fièvres en octobre de 1798. L’expédition passa sous le commandement du Père Francisco João Pinto, et retourna à Tete sans essayer de poursuivre son but jusqu’en Angola, mais le journal d’expédition de l’explorateur a pu être sauvé et rapporté à Tete. Il sera traduit en anglais par Richard Francis Burton et publié dans un ouvrage intitulé "The Lands of Cazembe: Lacerda’s journey to Cazembe in 1798".

## Fin duXIXesiècleetXXesiècle

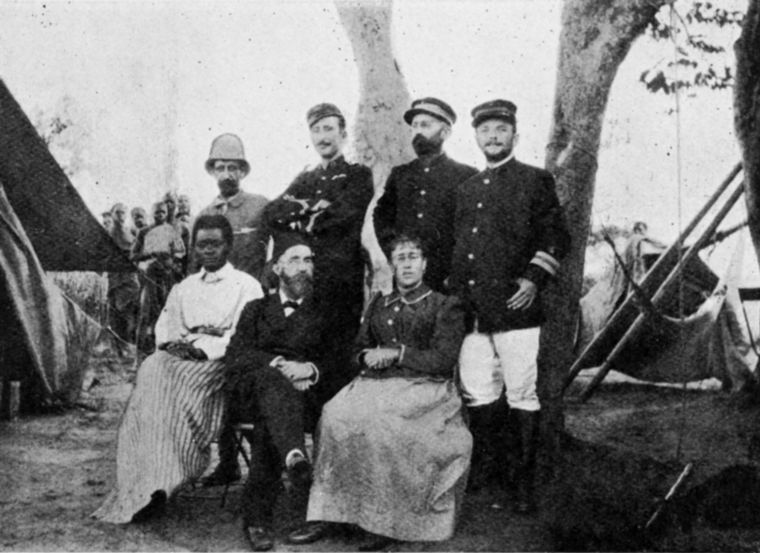
La commission de délimitation des frontières « Grenfell-Sarmento » (1893 ?)

Vers 1880, les Chokwe prirent pour un temps le contrôle de l’empire, mais bientôt les puissances coloniales intervinrent. Les troupes portugaises entrèrent depuis l’Angola en 1884. Lors de la Conférence de Berlin (1884-1885), la région fut pré-partagée entre l’Angola portugais (Lunda Norte, Lunda Sul et Moxico), le Congo sous contrôle belge et la Zambie britannique (Kazembe-Zambèze). La capitale (c'est-à-dire le conseil impérial, l’empereur et sa cour) déménagèrent alors à Musumba (« le campement » en ruund, aujourd’hui ville de 100 000 habitants du Katanga au Congo-Kinshasa). Le Katanga ne fut soumis à son tour qu’en 1909, après la capture et l’exécution des chefs de guerre qui résistaient contre la colonisation (qualifiés de « rebelles »). La tentative d’indépendance du Katanga au début des années 1960 fut impulsée par Moïse Tshombe, frère du Mwant Yav Mushid III. À cette époque, le parti conakat recrutait essentiellement chez les Lundas. Depuis, l’empire Lunda est devenu un royaume coutumier, dont le souverain actuel est le 28e Mwant Yav, nommé Kaumb II (dans le civil Benjamin Kaumb Diur Tshombe Sashilemb, avocat). Les Lundas vivent toujours au Katanga, en Angola oriental et en Zambie septentrionale. Les descendants du groupe fixé au Kazembe sont nommés « Lundas orientaux ».

## L’empereur
Le pouvoir est dit « monarchique à obédience démocratique ». L’empereur ou l’impératrice est choisi par un Conseil impérial composé de notables (le tubung) répondant à des critères spirituels, intellectuels, physiques et moraux, et des représentants des Cours de toutes les tribus membres de l’empire. Ce conseil est lui-même sous l’autorité du Grand Conseil de l’impératrice N’a-Rwej, « mère de l’empire ». L’empereur doit rendre compte de toute action au Conseil impérial ; les décisions sont toujours collectives, prises après des longs débats, puis soumises à l’impératrice N'a-Rwej pour approbation et bénédiction. Les responsables du Culte transmettent la décision à l’empereur qui l’annonce publiquement et la fait appliquer. Ce dernier n’est donc qu’un exécutant, mais néanmoins un être sacré qui en porte les insignes, dont le principal est le bracelet de cuivre "lukanu" (ou lucano) qu’il portera durant tout son règne, c’est–à-dire durant le reste de sa vie car « on meurt au pouvoir, pour le pouvoir et par le pouvoir au sein de la dynastie des Mwant-Yav de l’empire Lunda ».
Si l'empereur viole le serment sacré ou les lois qui font l’harmonie et la force de l'empire, ou se montre incompétent, il peut être mis à mort car il ne peut démissionner. Le lukanu ne peut être retiré de son poignet qu’à sa mort, par l'impératrice N'a-Rwej qui seule a le droit de le toucher ; c’est en effet elle qui transmet le pouvoir par le biais des gardiens du Temple sacré du culte de N'a-Rwej au cœur de l’île sacrée de Kwi’n Kalani sur la rivière Tchikupa, près de la capitale Mona Kissenghe. Certaines de ces traditions relatives à la royauté remonteraient au Ier millénaire av. J.-C..
Malgré l'influence patrilinéaire luba, la monarchie lunda a toujours gardé une composante matrilinéaire, comme en témoigne le rôle de l’impératrice dans la transmission du pouvoir. Le roi avait traditionnellement deux « mères », la Swan Murund (« mère du côté droit »), mère symbolique de la société perpétuant le rôle de N'a-Rwej, stérile, et la Rukonkesh (« mère du côté gauche »), reine-mère chargée d’élever les enfants et perpétuant le rôle de Kamonga. Avec la première et la deuxième épouses, nommées respectivement Muadi et Temena, elles constituaient les quatre dignitaires femmes les plus importantes de la Cour.

## Religion
Les Lundas croyaient en un dieu suprême, Nzamb Katang, créateur de toute chose sur terre, qui n'intervenait pas dans la vie des croyants. Ceux-ci dialoguaient, autour d'arbres sacrés Mulembr, avec les esprits des forces de la nature et de leurs ancêtres, pour lesquels ils déposaient des offrandes de nourriture. Soleil, étoiles, planètes, saisons, phénomènes climatiques, sols, eaux, espèces végétales et animales étaient, pour eux, les manifestations visibles du monde spirituel, gouverné par Nzamb Katang, complexe et hiérarchisé à l'image du monde matériel. La mort était perçue comme une renaissance dans ce monde spirituel : c'était l'occasion de cérémonies festives et, pour que les esprits puissent accueillir parmi eux celui du défunt, son corps était rituellement déposé dans la nature, dans des périmètres sacrés où faune et flore le recyclaient rapidement.
Les prêtres et devins s'astreignaient à des jeûnes, fumigations et prise de substances hallucinogènes qui leur donnaient accès au monde des esprits et établissaient ainsi une communication avec le monde des vivants. La cérémonie de la circoncision, le Mukand, était, pour les garçons, l'un des rites initiatiques de passage de l'enfance à l'adolescence, tout comme le mariage, qui engage deux familles et entraîne l'observance de divers rituels pour sceller l'alliance entre les deux familles. En revanche, les Lundas ne connaissaient pas l'excision. Toutes ces pratiques ont été combattues au XXe siècle par les missionnaires belges ou portugais qui les considéraient comme de la « sorcellerie », et comme beaucoup se transmettaient par voie initiatique et ont disparu avant d'être scientifiquement observées et décrites, leurs détails sont perdus à jamais.